# Vélodrome Couvert Régional Jean Stablinski
Das Vélodrome Couvert Régional Jean Stablinski ist eine Mehrzweckhalle mit Radrennbahn im französischen Roubaix, Hauts-de-France, im Norden des Landes. Die Sportstätte wurde am 15. September 2012 eröffnet und liegt neben der offenen Radrennbahn von Roubaix, auf der traditionell das Rennen Paris–Roubaix endet. Benannt ist das Velodrom nach dem aus der Region stammenden Radrennfahrer und Straßen-Weltmeister Jean Stablinski (1932–2007).

## Geschichte
Die Planungen für ein neues Velodrom mit einer 250 Meter langen und sieben Meter breiten Bahn begannen 2008. Im Dezember 2010 wurde der Bau begonnen. Der Projektleiter war der ehemalige französische Weltklasse-Sprinter Arnaud Tournant, der von 2012 bis 2014 auch in der Leitung der Bahn tätig war. Die Gesamtkosten für den Bau betrugen 25 Millionen Euro. Neben der Halle befindet sich ein Terrain mit einer Piste für BMX-Rennen. Der Innenraum des Velodroms ist zudem für andere Sportarten wie Badminton oder Volleyball gedacht. Das Velodrom hat eine Zuschauerkapazität von 3300 Zuschauern, 1500 davon auf den Tribünen. Das Velodrom ist als Mittelpunkt eines nationalen Trainingszentrums gedacht.
Das Vélodrome Couvert Régional Jean Stablinski (kurz: Stab Vélodrome oder le Stab) wurde am 15. September 2012 eröffnet. Erster Fahrer, der die Bahn offiziell befuhr, war der Enkel von Jean Stablinski, Alexis. 2013 wurden dort die französischen Bahnmeisterschaften ausgetragen, 2021 die UCI-Bahn-Weltmeisterschaften.

## Galerie

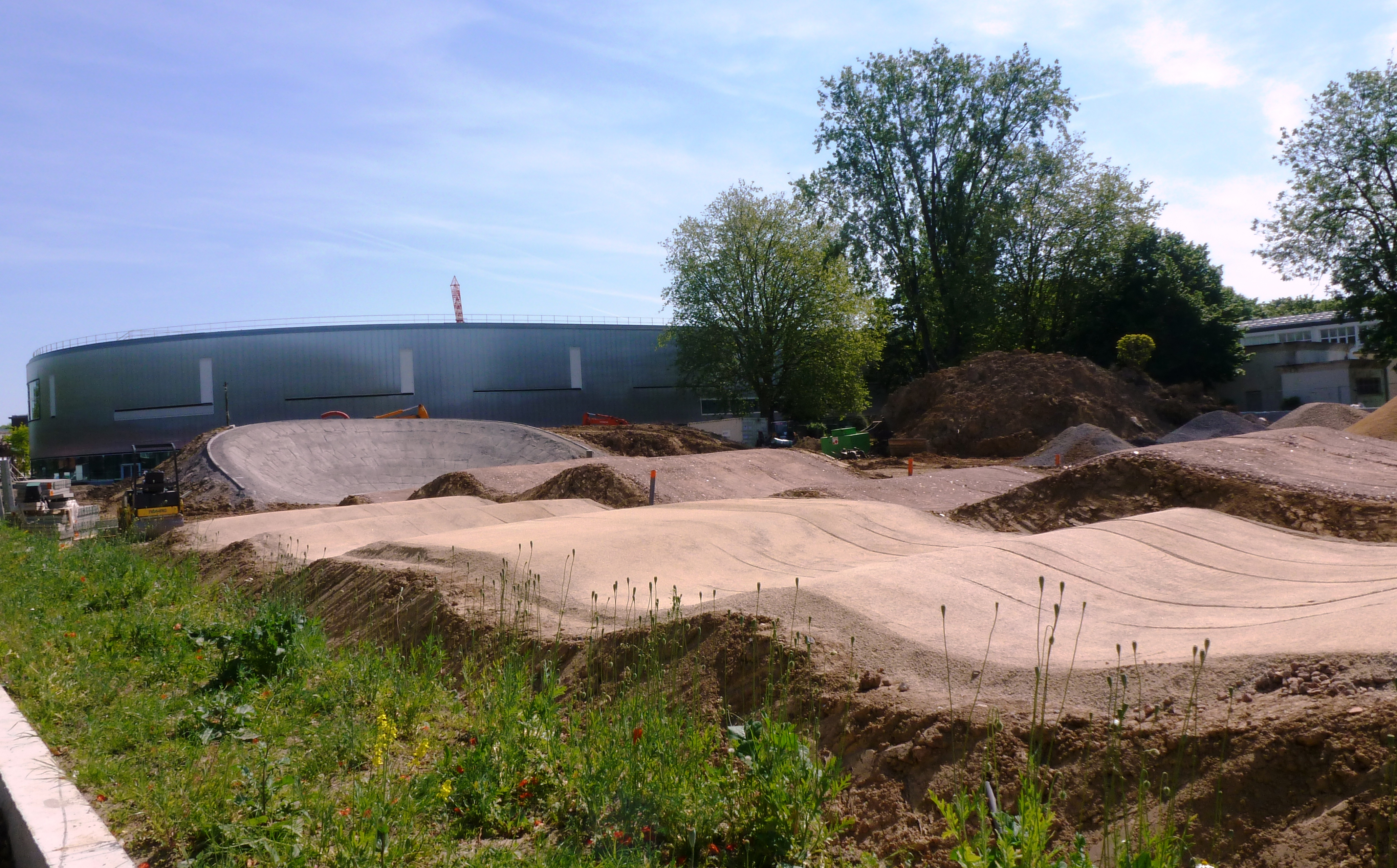
Zum Velodrom gehört auch ein BMX-Parcours (hier noch im Bau, Mai 2012).
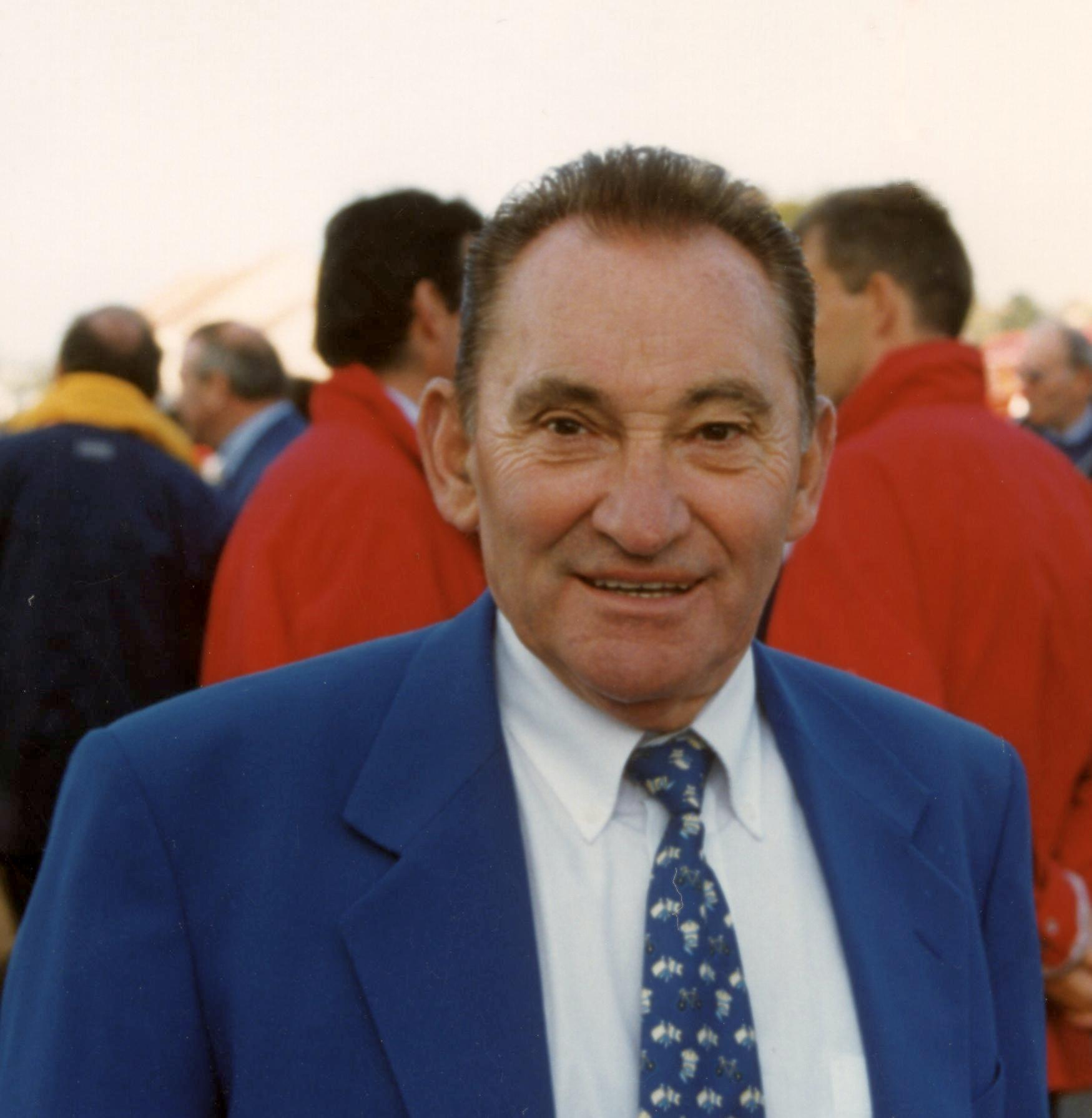
Das Velodrom wurde nach Jean Stablinski (1997) benannt.